# Leo Turksma
Levy Leopold ("Leo") Turksma (Nijmegen, 25 augustus 1905 – Den Haag, 9 februari 1987) was een amateurbokser uit Nederland, die in 1924 namens zijn vaderland deelnam aan de Olympische Spelen van Parijs. Daar verloor hij in de tweede ronde (achtste finales) van het vlieggewicht (tot 50,8 kg) op knock-out van de Engelsman James McKenzie, de latere winnaar van de zilveren medaille.
Hij was aangesloten bij Schulp in Den Haag.
- Bibliothèque nationale de France: cb170440289 (data)
- International Standard Name Identifier: 0000 0004 5960 7296
- Virtual International Authority File: 13146574943938151806